# منشأة شاملة
المنشأة الشاملة أو الكلية أو السكنية (بالإنجليزية: Total institution) هي مكان عمل وإقامة حيث يعيش فيه عدد كبير من الأشخاص الذين يعيشون في نفس الوضع، معزولين عن المجتمع الأوسع لفترة طويلة، ويقودون معًا دورة حياة مغلقة وتدار عنهم رسميًا. كما أن الخصوصية محدودة في المنشآت الشاملة، حيث تقام جميع أنشطة الحياة بما في ذلك النوم واللعب والعمل في نفس المكان. يرتبط المفهوم في الغالب بعمل عالم الاجتماع إرفنغ غوفمان.

## أصل الكلمة
يُنسب المصطلح أحيانًا إلى أنه تم صياغته وتعريفه من قبل عالم الاجتماع الكندي إرفنغ غوفمان في ورقته "حول خصائص المنشآت الشاملة"، التي قدمها في أبريل 1957 في ندوة مؤسسة والتر ريد العسكرية للبحوث حول الطب النفسي الوقائي والا
جتماعي.ظهرت نسخة موسعة في مجموعة دونالد كريسي، السجن، وأعيد طبعها في مجموعة غوفمان لعام 1961، المصحات. ومع ذلك، لاحظ فاين ومانينغ أن غوفمان سمع المصطلح في محاضرات ألقاها إيفريت هيوز (على الأرجح خلال ندوة أواخر الأربعينيات، "العمل والمهن"). بغض النظر عما إذا كان غوفمان قد صاغ المصطلح، يمكن أن يُنسب إليه الفضل في تعميمه.

## التصنيف
يقسم غوفمان المنشآت الشاملة إلى خمسة أنواع مختلفة:
1. المنشآت التي أنشئت لرعاية الناس شعرت بأنها غير مؤذية وغير قادرة على حد سواء: دور الأيتام، وبيوت الفقراء، ودور المجموعات ودور رعاية المسنين.
2. الأماكن التي أنشئت لرعاية الأشخاص الذين يشعر بأنهم غير قادرين على العناية بأنفسهم ويشكلون تهديدًا للمجتمع، وإن كان ذلك غير مقصود: مثل مستشفى الأمراض النفسية، ودور رعاية المسنين وذوي الاحتياجات الخاصة، ومستعمرة الجذام [الإنجليزية]، ومصحة طبية [الإنجليزية].
3. المنشآت المنظمة لحماية المجتمع من الأخطار المتعمدة التي يشعر بأنها تهدد المجتمع، حيث لا يكون رفاهية الأفراد الموجودين داخل هذه المنشآت هي الأولوية: مثل معسكرات الاعتقال، ومعسكرات أسرى الحرب، والسجون، ودور الإصلاح والتأهيل.
4. المنشآت التي يُزعم أنها أُنشئت من أجل متابعة بعض المهام الشبيهة بالعمل بشكل أفضل وتبرير نفسها على أسس مفيدة فقط: المجمعات الاستعمارية، ومعسكرات العمل، والمدارس الداخلية، والسفن، وثكنات الجيش، والقصور الكبيرة من وجهة نظر أولئك الذين يعيشون في مساكن الخدم.
5. المنشآت المصممة كملاذ للاحتماء من العالم الخارجي، حتى وإن كانت في العديد من الأحيان تستخدم أيضًا كمحطات تدريبية للأشخاص الدينيين؛ مثل الأديرة، والأديرة الكبيرة، والأديرة الرهبانية، والأديرة الأخرى.

يقول ديفيد روثمان إن "علماء التاريخ قد أكدوا صحة مفهوم غوفمان عن المنشآت الشاملة التي تقلل من الاختلافات في المهمة الرسمية لإنشاء وحدة في التصميم والهيكل".
ناقش ميشيل فوكو في كتابه المراقبة والمعاقبة المنشآت الشاملة بلغة مفهوم المنشأة التأديبية [الإنجليزية].

وفقًا لإس. لامرز و إيه. فيرهاي، سيموت حوالي 80% من الأمريكيين في المنشآت الشاملة وليس في منازلهم في النهاية.
في العقد الأخير، توسعت صناعة دور المسنين سريعاً، وأصبحت مناطق معينة في البلاد تضم مؤسسات كبيرة لرعاية المسنين، حيث يتم إخفاؤهم والإختباء عن أعيننا. وقبل وفاتهم بكثير، يُدفنون في أحضان هذه المنشآت الشاملة، مختبئين، بعيداً الأنظار وفي طي النسيان في الولايات المتحدة، أصبحت تجربة الموت في هذه المنشآت الشاملة شائعة.

### السياحة
أشار علماء الاجتماع إلى أن أماكن السياحة مثل سفن الرحلات البحرية تكتسب العديد من خصائص المنشآت الشاملة. قد لا يدرك السياح أنهم عرضة للتحكم بهم، حتى يكونوا مقيدين، ولكن تم تصميم البيئة للتلاعب بسلوك الزبائن بشكل غير ملحوظ. وتختلف هذه الأمثلة عن الأمثلة التقليدية في أن التأثير يكون قصير المدى. :106

## مقالات ذات صلة
- معسكر إعتقال
- تجنيد إجباري
- المصحة العقلية
- الجناح النفسي
- دار عمل
- مؤسسة الطب النفسي
- الشمولية